# Cantiere del Pardo
Cantiere del Pardo è un’azienda italiana nata a Bologna attiva nel settore della cantieristica navale, impegnata nella progettazione, costruzione e commercializzazione di imbarcazioni a vela e, successivamente a motore, dal 1973. La sede principale con gli uffici dirigenziali e le linee di produzione è a Forlì, in Romagna, in un distretto storico del Made in Italy.
Le attività sono diversificate nello sviluppo e nella relativa proposta di yacht di lusso sul mercato della nautica internazionale attraverso tre brand: Grand Soleil Yachts, Pardo Yachts e VanDutch Yachts.

## Storia
La prima struttura societaria del Cantiere del Pardo viene fondata nel 1973 con l’obiettivo di produrre barche da regata di serie, coniugando performance adatte all’impiego in un campo di gara con un design e caratteristiche in linea anche per un utilizzo croceristico. L'azienda inizia la produzione Grand Soleil con il GS 34 prototipo GAP, modello che vince il Campionato del Mediterraneo nel 1974 e nello stesso anno viene varato il Grand Soleil 34, progettato dai designer francesi di Groupe Finot. Lo stesso gruppo, nel 1978, progetta il Grand Soleil 41, unico modello Grand Soleil con pozzetto centrale. Nel 1977 viene introdotta la prima versione di serie delle imbarcazioni Grand Soleil.
Nel 1983 la gamma viene rinnovata con i modelli GS 35, GS 343, GS 39, GS 46, GS 48, firmati dal progettista Alain Jézéquel. Tra questi, il GS 343 riscuote un notevole interesse tra gli armatori e tra la stampa internazionale acquisendo la definizione di Piccola grande barca, grazie a un’architettura navale generalmente scelta per scafi di maggiori dimensioni implementata in un modello di 34 piedi.
Negli anni Novanta, Grand Soleil inizia la collaborazione con il designer argentino Germán Frers, scelta che porta alla creazione di tre modelli storici per il brand: GS 42, GS 45 e GS 52; e nel 1992 iniziò un'altra importante collaborazione con il designer neozelandese Bruce Farr che progetta il modello 64 Maxi One. Un paio d'anni più tardi viene presentato il Grand Soleil 50, progettato da Doug Peterson e nel 1997, Japec Jakopin (J&J) realizza il GS 46.3 a cui seguiranno i progetti dei GS 37 e GS 43.
Nel 2000, la filosofia progettuale del Cantiere del Pardo si orienta verso il design di barche cruising e racing incentrate sulla ricerca delle performance, con un disegno di scafo derivato dal mondo delle regate IMS. È questo l’anno di debutto del GS 40 disegnato da Massimo Paperini, barca vincitrice del Mondiale ed Europeo IMS in Classe C2. Nel 2004 inizia la collaborazione con i designer Botin e Carkeek che prosegue fino al 2013. Tra i modelli più rilevanti: il Grand Soleil 37, barca due volte vincitrice del campionato mondiale, europeo, italiano e spagnolo in un arco temporale di quattro anni.  Nel 2007, da un progetto di Luca Brenta, viene presentato al Salone Internazionale di Genova il Grand Soleil 54, proclamata dalla stampa Barca dell’anno.
Nel 2013, dai disegni di Claudio Maletto, arrivano sul mercato il Grand Soleil 39 e il Grand Soleil 43 e due anni dopo il progettista Marco Lostuzzi sigla il progetto della gamma Long Cruise, composto da tre modelli: Grand Soleil 46 LC (2015), Grand Soleil 52 LC (2017) e Grand Soleil 42 LC (2019).
L’identità dell’azienda rimane concentrata sulla produzione di barche a vela con il marchio Grand Soleil fino al 2016, anno in cui viene introdotta anche una linea di yacht a motore con il brand Pardo Yachts.
Nel 2018 la guida del Cantiere del Pardo passa in mano ai manager Fabio Planamente e Gigi Servidati che ne rilevano le quote di maggioranza. Dopo due anni, l’asset societario del Cantiere del Pardo registra una nuova modifica con l’arrivo del fondo Wise Equity che acquisisce il 60 percento del capitale dell’impresa.
Nel 2020 viene acquisito un altro marchio di imbarcazioni di lusso, l’olandese VanDutch Yachts e nello stesso anno si attua la collaborazione con il designer Matteo Polli, che porta in acqua lo scafo del Grand Soleil 44 Performance.
Ad agosto 2023 il fondo Wise Equity trova l'intesa con il Gruppo Calzedonia di Sandro Veronesi, che diventa il nuovo proprietario di Cantiere del Pardo . I manager Gigi Servidati e Fabio Planamente restano all'interno del gruppo come soci con l'obiettivo di affiancare Calzedonia nella crescita internazionale e nello sviluppo di nuovi modelli.

## I brand
Cantiere del Pardo è oggi proprietaria di tre marchi: Grand Soleil Yachts che comprende una linea di barche a vela da 34 a 80 piedi; Pardo Yachts, introdotta nel 2015, con la gamma di barche a motore da 38 a 60 piedi e VanDutch Yachts marchio olandese acquisito nel 2020 da Cantiere del Pardo, ma che iniziò la produzione commerciale del 2009 e comprende imbarcazioni, sempre a motore, che si sviluppano in un raggio tra i 32 e i 75 piedi.